# Mosaik (kor)
Mosaik er et semi-professionelt kor fra Aarhus, der blev dannet i 1991 af Anders Grinderslev. 
Repertoiret bestod først af salmejazz og anden rytmisk korsang, også under korets anden leder, Steen Søvndal. I 1995 udgav koret cd'en "Mosaik" på selskabet Refleks Musik. CD'en består af salmer med nye melodier, hvoraf en del er skrevet af Anders Grinderslev.
I 1995 blev Maria Kofod Herbst dirigent for koret, og med hende tog repertoiret en drejning mod gospelmusikken. I 2000 udgav koret cd'en "Perfect Love" på selskabet Refleks Musik. Den består af gospelinspireret musik.
Fra 2001 til 2010 blev koret ledt af Anders Østerby, som i særlig grad fokuserede på den amerikanske gospelmusik gennem egne og andres kompositioner. I 2004 udgav koret ep'en "I Need You" på selskabet Vigsø Musik. Den består af amerikansk inspireret gospelmusik.
Christian Michael Villadsen var fra september 2010 til december 2019 dirigent for koret, som udgav deres fjerde CD i 2014. 
I Efteråret 2020 overtog Jakob Gunnertoft ledelsen for koret, der på samme tid ændrede navn til Resonans. Koret var i forårssemesteret 2020 under midlertidig ledelse af Frederik Kjeldsen og Miriam Randi Larsen.
I løbet af efteråret 2021 stoppede Jakob Gunnertoft som dirígent, og Christian Michael Villadsen vendte tilbage som korets diregent efter en kort pause. Samtidig skiftede koret tilbage til sit oprindelige navn Mosaik 

## Diskografi
1. Mosaik (1995)
2. Perfect Love (2000)
3. I Need You (2004)
4. Mosaik (EP) (2014)